# Ígor Kravtxuk
Ígor Aleksàndrovitx Kravtxuk (en rus: Игорь Александрович Кравчук) (Ufà, Unió Soviètica 1966) és un jugador d'hoquei sobre gel rus, ja retirat, guanyador de quatre medalles olímpiques.

## Biografia
Va néixer el 13 de setembre de 1966 a la ciutat d'Ufà, capital de la República de Baixkíria, que en aquells moments formava part de la Unió Soviètica i que avui en dia forma part de Rússia.

## Carrera esportiva
Inicià la seva carrera esportiva a la Unió Soviètica en els equips Salavat Yulaev Ufa i CSKA Moscow, si bé el 1991 es traslladà als Estats Units per jugar als Chicago Blackhawks (1991-1993) i posteriorment als Edmonton Oilers (1993-1995, St. Louis Blues (1995-1997, Ottawa Senators (1997-2001), Calgary Flames (2000-2002) i finalment en els Florida Panthers (2002-2003).
Va participar als 21 anys en els Jocs Olímpics d'Hivern de 1988 realitzats a Calgary (Canadà), on aconseguí guanyar la medalla d'or en nom de la Unió Soviètica. En els Jocs Olímpics d'Hivern de 1992 realitzats a Albertville (França), en aquesta ocasió en representació de l'Equip Unificat després de la dissolució de la Unió Soviètica, aconseguí novament guanyar la medalla d'or. Ja en representació de Rússia participà en els Jocs Olímpics d'Hivern de 1998 realitzats a Nagano (Japó, on aconseguí guanyar la medalla de plata, i en els Jocs Olímpics d'Hivern de 2002 realitzats a Salt Lake City (Estats Units), on aconseguí guanyar la medalla de bronze.
Al llarg de la seva carrera ha aconseguit dues medalles en el Campionat del Món d'hoquei gel masculí, destacant la medalla d'or aconseguida el 1990.